# Castello di Udine
Das Castello di Udine ist eine Schloss aus dem 16. Jahrhundert auf dem bronzezeitlichen Burghügel von Udine im Stadtzentrum von Udine in der italienischen Region Friaul-Julisch Venetien. Heute beherbergt es das städtische Museum.

## Geografische Lage
Das Schloss liegt auf etwa 140 Metern Höhe an der Salita al Castello. Der 30 m hohe Burghügel ist eine komplett künstliche Aufschüttung aus dem Jahrhundert zwischen 1400 und 1300 v. Chr. und der größte in prähistorischer Zeit aufgeschüttete Hügel in Europa.

## Geschichte
Die erste urkundliche Erwähnung eines Gebäudes auf dem Hügel stammt von 983: In diesem Jahr schenkte der Kaiser Otto II. das dortige Castrum dem Patriarchen von Aquileia, Rodoaldo.
Das heutige Gebäude steht an der Stelle der Festung des Patriarchen von Aquileia, die bei einem Erdbeben 1511 zerstört wurde. Der Bau des heutigen Renaissance-Gebäudes begann 1517; die Arbeiten dauerten 50 Jahre und in der letzten Phase des Baus arbeitete auch Giovanni da Udine, ein Schüler von Raffael, mit und nach dessen Tod Francesco Floreani. Von Giovanni da Udine stammen die Oberflächen der Fassaden und die Verzierungen im Salone del Parlamento, die dann Floreani fertigstellte. Im Salone del Parlamento versammelte sich der Rat von Friaul bis zur Eroberung des Friaul durch Napoleon 1797.
Heute ist in dem Gebäude das städtische Museum von Udine untergebracht, das eine Gemäldegalerie, eine archäologische und eine numismatische Sammlung, eine Ausstellung zum Risorgimento, Sammlungen von Zeichnungen und Drucken, die fotografische Sammlung des Friaul, eine Fotothek mit über 150.000 Bildern, und eine Bibliothek mit mehr als 30.000 Bänden besitzt. Auch werden hier häufig Sonderausstellungen gezeigt.

## Sonstiges
Dem Castello ist eine Sammlung von Kurzgeschichten von Carlo Emilio Gadda gewidmet, die den Titel Il castello di Udine trägt.
Im Sommer finden auf dem Platz vor dem Schloss Veranstaltungen, wie Konzerte, Ausstellungen und Theateraufführungen statt.

## Zitat
“Oh, che bel castello a Udine, oh che bella gioventù...; Populäre Villotta, Text und Musik von Luigi Garzoni di Adorgnano.
(dt.: O, du schöne Burg in Udine, o du schöne Jugend...)